# 阿糖胞苷
阿糖胞苷（cytosine arabinoside，ara-C；INN：cytarabine），是胞嘧啶与阿糖形成的糖苷化合物，屬於一種嘧啶类抗代谢药。作為化學治療藥物，一般用於治療急性骨髓性白血病（AML）、急性淋巴性白血病（ALL）、慢性骨髓細胞性白血病（CML）和非霍奇金氏淋巴瘤。
給藥方式有靜脈注射、皮下注射或鞘內注射。此藥物還有脂質體形式製劑，初步證據顯示其在腦脊膜淋巴瘤的治療中可能有較好的療效。
用藥後常見的副作用有骨髓抑制、嘔吐、腹瀉、肝臟問題、皮疹、口腔潰瘍及出血等。其他較嚴重的副作用有意識喪失、肺部疾病及過敏反應。個體於懷孕期間使用，可能會對胎兒造成傷害。阿糖胞苷屬於抗代謝物以及核苷類似物藥物。此藥物以竞争性抑制DNA聚合酶的運作，可有效抑制癌細胞DNA生物合成與分裂而發揮作用。
阿糖胞苷於1960年取得專利，並在1969年獲准用於醫療用途。此藥物已列入世界衛生組織基本藥物標準清單之中。
阿糖胞苷简称 ara-C，其来源于英文全称 "ara"binofuranosyl "c"ytidine 两词的开头。

## 醫療用途
阿糖胞苷主要應用於急性骨髓性白血病、急性淋巴性白血病以及淋巴瘤的治療，它是針對前述疾病的核心誘導性化療藥物。阿糖胞苷亦具備抗病毒活性，曾被用於治療全身性疱疹病毒科感染。然而在此應用情境下，阿糖胞苷的選擇性較差，容易對其他非目標細胞產生顯著的副作用（如引發骨髓抑制等）。因此並不適合當作人類的抗病毒藥物。
阿糖胞苷亦應用於神經系統研究，以調控培養環境中神經膠質細胞的增生。神經膠質細胞數量對神經元有顯著影響。近期研究顯示，阿糖胞苷可於NSC-34運動神經元相似細胞株中，促使穩健且持續的神經元分化。在NSC-34細胞的神經突起始及機械性分離後的再生過程中，阿糖胞苷扮演著許可、非必要，且多數情況下不可逆的角色。
阿糖胞苷具有抗病毒作用，并被用来治疗各种疱疹病毒的感染。但是由于阿糖胞苷的抗病毒选择性较差且能够引起骨髓抑制及其他严重的不良反应，它主要仍被用于恶性血液病。
阿糖胞苷經靜脈注射進入人體後，會迅速被去胺化，成不活化狀態，而迅速從人體清除，所以需要在5到7天內持續性的輸注才有效果。

## 副作用
阿糖胞苷的其中一种独特副作用是大剂量时其对于小脑的毒性。
其他不良反应有：贫血、血小板减少症、白细胞减少症、胃炎、结膜炎、皮膚炎、发热和痛风。
曾有高剂量或高频率阿糖胞苷给药引起脊髓炎的报道，不过十分罕见。

## 药理学

### 作用机理
阿糖胞苷能够干扰DNA的合成，同时也是一种抗代谢物。它能够在人体内被脫氧胞苷激酶迅速转化为三磷酸阿糖胞苷，其被認為是主要產生細胞毒性代謝物，会在细胞周期S期中，三磷酸阿糖胞苷會競爭性的去抑制DNA聚合酶 (包括DNA polymerase-α和DNA polymerase-β，前者的抑制效果影響到DNA的合成，後者則是影響到DNA的修復)。此外，三磷酸阿糖胞苷還會嵌合進RNA和DNA，干擾到長鏈的延長和新合成DNA的連接，其皆可達到細胞毒性的效果。所以，需要DNA的复制来进行有丝分裂的快速分裂的细胞（如癌细胞和骨髓细胞）受到的影响最大。阿糖胞苷还能够影响DNA聚合酶、RNA聚合酶及核苷酸还原酶这些DNA合成中的重要酶类的工作。
当用作抗病毒药物时，阿糖胞苷的机理是阻止脫氧胞苷的作用。
在人体内阿糖胞苷会迅速脱氨基化形成无药效的尿嘧啶衍生物，因此该药物通常以持续静脉注射的方式给药。
这种药物的化学结构是胞嘧啶与阿拉伯糖结合成的核苷，因此得名“阿糖胞苷”。正常情况下，胞嘧啶与另一种糖类（脱氧核糖）结合，形成DNA的成分之一脫氧胞苷。然而有些多孔动物门生物能用阿拉伯糖与胞嘧啶结合成另一种化合物（不是DNA的成分），人们在这些生物体中发现了此化合物，即阿糖胞苷。阿糖胞苷与脫氧胞苷十分类似以至于能够代替后者并入人类DNA，然而结构上的不同又使得DNA无法复制，进而杀死受影响的细胞。用药时，阿糖胞苷以这种作用机理被杀死癌细胞。它是第一种以改变核苷本身而作用的化疗药物——其他更早期的类似药物（如5-氟尿嘧啶）改变的是碱基。

### 药代动力学
口服时，仅有少于20％的阿糖胞苷被消化系统吸收，效果很差。口服后会因首关效应，迅速被肝脏的胞嘧啶脱氨酶代谢为无活性的尿嘧啶阿糖胞苷（氟達拉濱）。而皮下或肌肉注射时，经过氚标记的阿糖胞苷在给药20到60分钟之间产生血浆放射性峰浓度远比静脉注射的低。至于连续静脉注射则能够产生的相对恒定的血浆药物水平。
静脉注射的阿糖胞苷在人体内表现为两相代谢：初级代谢半衰期约10分钟，在这段时间里，大部分的阿糖胞苷在肝脏中转化为为无药效的代谢物尿嘧啶阿糖胞苷；二级代谢（即尿嘧啶阿糖胞苷的代谢）半衰期较长，约为1至3个小时。代谢也发生在肾脏，胃肠道粘膜，粒细胞和其他组织。
任何给药方式的阿糖胞苷主要通过肾脏排泄——24小时内70%至80%的给药剂量会出现在尿液中；其中约90%为代谢产物，10%为原药。

## 合成路径
阿糖胞苷可由D-阿拉伯糖为起始，与氰胺形成2-氨基-D-阿糖噁唑啉，再与2-氯-丙烯腈合环，脱氯化氢制得。

## 历史
自加勒比海海綿隱秘海綿（Cryptotheca crypta，現歸類為Tectitethya crypta中分離出含有阿拉伯糖的核苷酸，且發現這些化合物能作為DNA合成鏈的終止劑，而促使人們開始研究這些新穎的核苷酸，將其視為潛在的抗癌藥物。阿糖胞苷最早在1959年由加州大学伯克利分校的Richard Walwick、Walden Roberts和Charles Dekker合成。
美国食品药品监督管理局（FDA）在1969年6月批准阿糖胞苷进入市场。它最初由Upjohn公司以Cytosar-U的商品名出售。

## 商品名
- Cytosar-U（中文：赛德萨）
- Tarabine PFS（辉瑞）
- Depocyt（能长期存放的脂质体药物）
- AraC